# Јован Илић
Јован Илић (рођен: Илијћ; Ресник, 15. август 1824 — Београд, 12. март 1901) био је српски књижевник, министар правде и државни саветник.

## Биографија
Рођен је 1824. године у Реснику код Београда. Отац води порекло из Ниша а мајка из Подгорице, од Алексића. Након основне школе, коју је завршио у Београду, одлази у Крагујевац, где као гимназијалац уживао "благодјејаније" (интернат). Гимназију је дакле учио у Крагујевцу, Лицеј у Београду, а филозофију у Еперјешу и Бечу. Јавља се он 1844. године у "Прашови" (Еперјешу) пренумерант једне српске књиге као Јован Илијћ Србијанац.
Још као ђак, Илић се истакао у слободоумним и словенофилским омладинским круговима. Познавао је Вука у Бечу, био побратим Бранка Радичевића и пријатељ Симе Милутиновића Сарајлије. Био је активан као члан напредне омладине. По завршетку студија је дошао у Београд, али је у време револуције 1848. године прешао у Сремске Карловце. Учествовао је са добровољцима Стевана Петровића Книћанина у борби против Мађара код Томашевца, Панчева, Алибунара и Вршца. По окончању борби вратио се у Србију, где се и оженио. Као професор је радио у Неготину, а потом је премештен прво у Шабац, а потом и у Београд. Био је члан Либералне странке. Истакао се на Светоандрејској скупштини, када је изабран за секретара. Илић је био "прави" Шумадинац: "отворен, одлучан, смео и поносит заступник и бранич свега што је својина народа српскога".
Био је писар Државног савета (од 1847), коректор Српских новина, професор у Неготину, Шапцу и Београду, члан Великог суда (од 1859), министар правде (1869—1871) и државни саветник (1873—1882). Пензионисан је 1882. године.
Умро је 1901. године у Београду. Његови синови су књижевник Драгутин Илић и песник Војислав Илић.

## Књижевни рад и критички осврт
Илић је објавио три збирке лирских песама и романтично-идилични спев Пастири. У рукопису је оставио збирку Слијепац.
Прва збирка његових песама испевана је у духу псеудокласичне, поучне и безличне лирике четрдесетих година. У другој збирци се ослобађа ранијих утицаја, прима Вукове идеје и пише сасвим у духу народне песме. Он толико подражава и тон и облик народне песме, да су многе његове песме ушле у народ и тешко их је разликовати од народних. Нарочито је с успехом подражавао босанске севдалинке и дао је целу једну збирку источњачких песама Дахире.
Романтично-идилични спев Пастири испеван је по једној народној легенди, сасвим у народном духу, просто и неусиљено. Овај спев се сматра његовим најбољим делом. Тема Пастира је инспирисана легендом о девојци у коју су била заљубљена два младића. Како није могла изабрати између њих, одлучила је да ће поћи за оног ко буде први дотрчао уз Космај. Пошто су обојица умрла у надметању девојка је себи од туге одузела живот.
Спада у певане песнике српске књижевности, на чије стихове су компоновали Стеван Мокрањац (Пембе Ајша, Прва Руковет), Станислав Бинички (Кад ја видех очи твоје), Даворин Јенко (Двори Даворови), Владимир Ђорђевић (Дилбер-Ана).
Јован Илић најбоље представља оне српске романтичарске песнике који су се трудили да у духу и руху народне поезије створе уметничку поезију. Од свих њих коначно је успео само Његош, али се и Илић ипак одваја од обичних подражавалаца. Он је, сем тога, створио приличан број добрих оријенталних песама. Иако не иде у ред великих песника, Илић је један од оних који су изграђивали наш нови књижевни језик и књижевност на националним основама.
Живећи повучено и скромно, на старински традиционалан начин, у малој кући на Дорћолу, коју је Антун Густав Матош сугестивно описао. Целог живота је на глави носио фес, писао јужним наречјем, обожавао народну поезију. Илић је са своја четири сина, створио од свог дома мали књижевни центар у коме су се окупљали најистакнутији представници књижевног, уметничког и позоришног света (Стеван Сремац, Јанко Веселиновић, Антун Густав Матош, Тоша Станковић и др.)ради плодне измене мисли и пријатељског разговора.